# Taborcillo

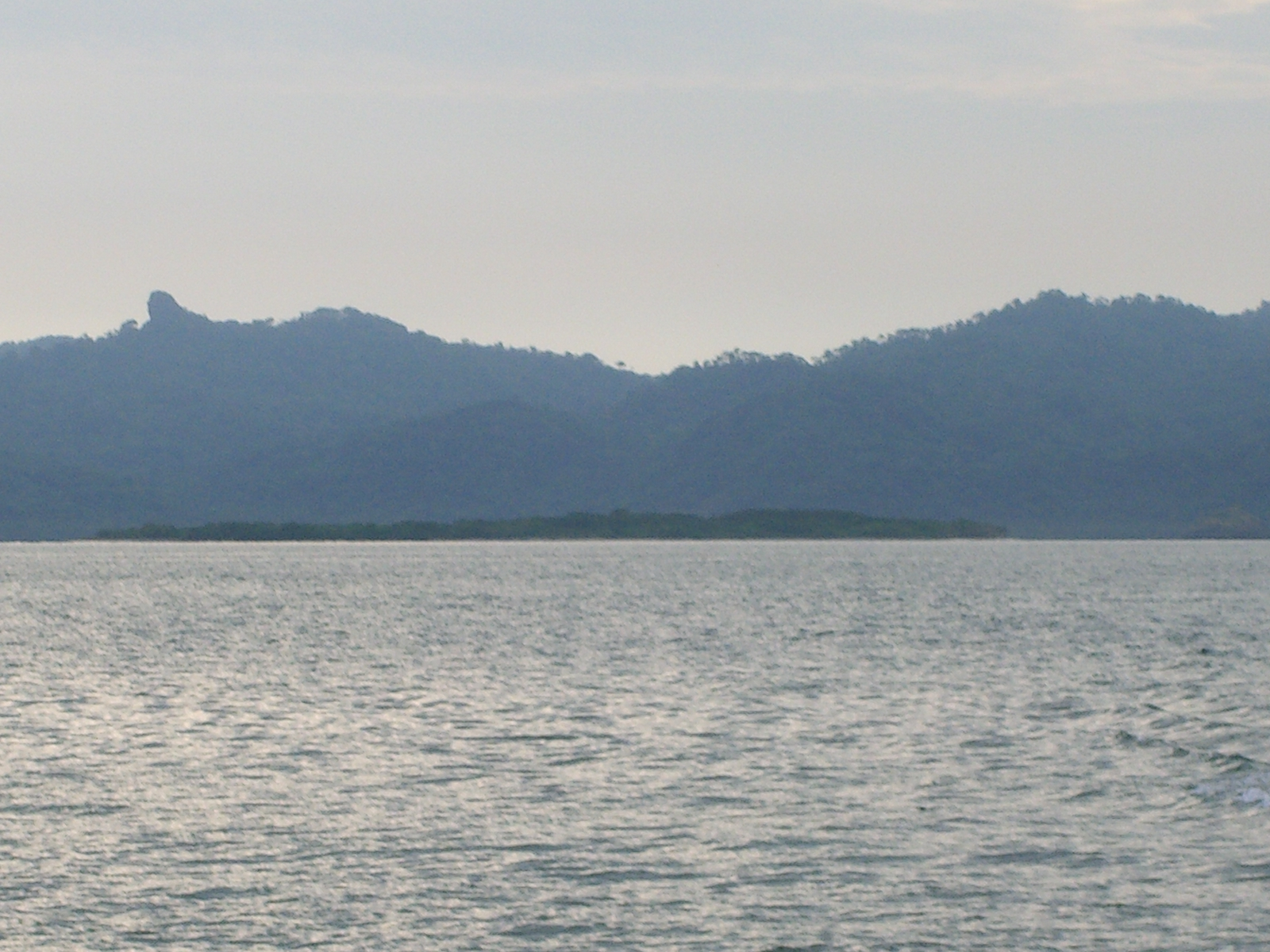
Taborcillo

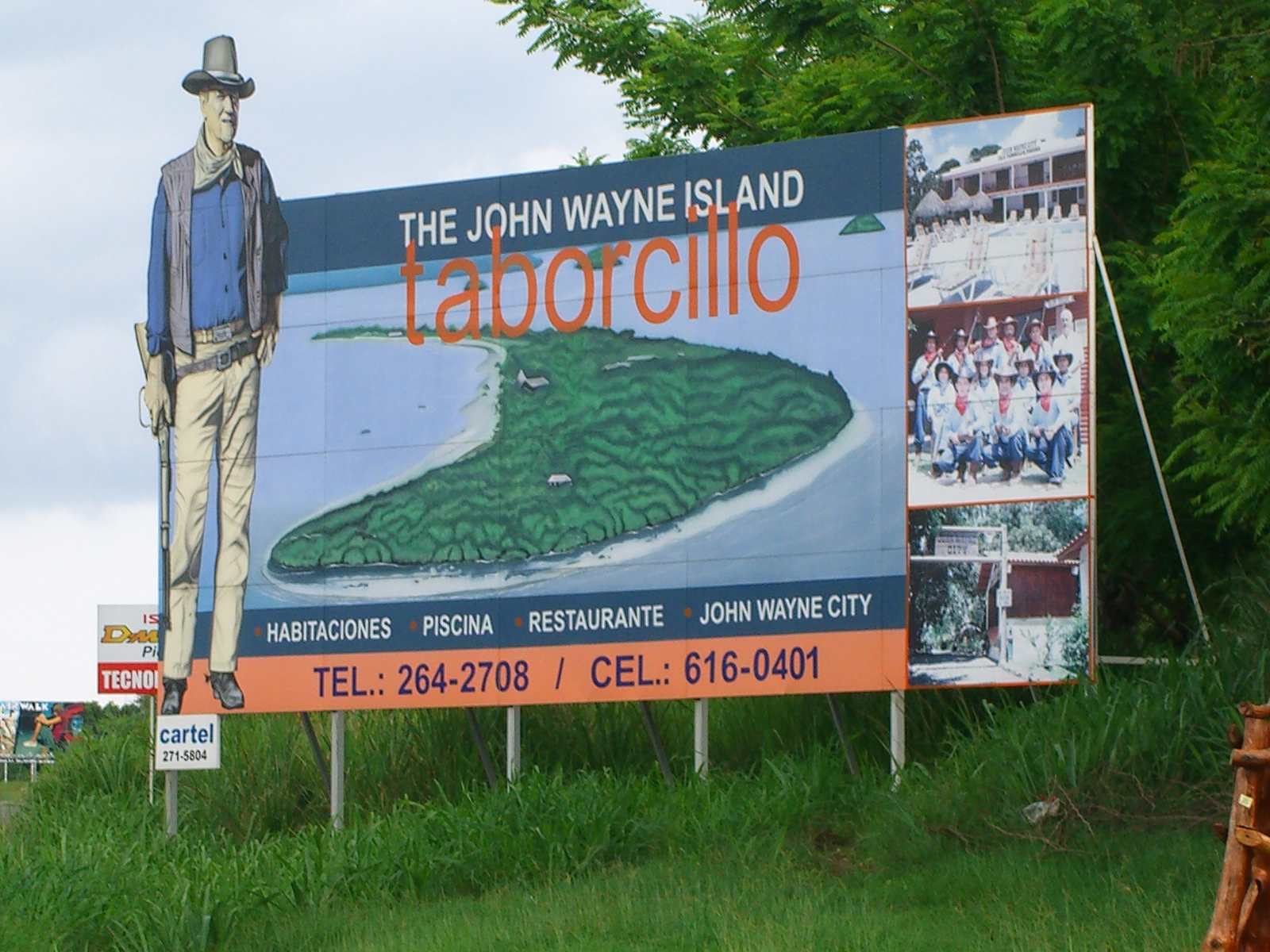
Reklama wyspy Johna Wayne'a

Taborcillo (albo Wyspa Johna Wayne'a) - niewielka prywatna wyspa położona na Pacyfiku około 40 km na zachód od miasta Panama. Była własnością aktora filmowego amerykańskiego, Johna Wayne'a. Obecnie własność niemieckiego biznesmena Ralpha Hübnera, właściciela wydawnictwa "Who is Who".
Na wyspie znajdują się hotele i wesołe miasteczko, jest ona celem wycieczek turystów z Ameryki i Europy. Właściciel wyspy prowadzi także sprzedaż działek na wyspie osobom, których dane zamieszczone są we "Who is Who".